# Lamarck (cratera)
Lamarck é uma cratera que se localiza na parte sudoeste da Lua. A porção norte da cratera está coberta pela  cratera em planície cercada por paredes Darwin. A sudeste está a cratera Byrgius.
A parede externa desta formação foi muito danificada por impactos subsequentes, deixando uma borda desintegrada que forma um espinhaço baixo e irregular em sua superfície. Partes da cratera também são cobertos por dejetos da bacia do Mare Orientale a leste. A característica mais importante no interior é a cratera de impacto pequena e em formato de tigela Lamarck B. O resto do solo forma uma planície irregular e rolante.
Ligada à borda sudoeste está Lamarck A, uma grande mas igualmente desintegrada cratera. Lamarck D é uma formação imensa que se localiza a oeste de Lamarck A. Todavia, esta última também está gasta ao ponto de praticamente não ser mais reconhecida como cratera.

## Crateras Satélite
Por  convenção essas formações são identificadas em mapas lunares por posicionamento da letra no local do ponto médio da cratera que é mais próximo de Lamarck.
| Lamarck | Latitude | Longitude | Diâmetro |
| ------- | -------- | --------- | -------- |
| A       | 25.2° S  | 70.8° W   | 51 km    |
| B       | 22.8° S  | 69.7° W   | 7 km     |
| D       | 25.0° S  | 74.1° W   | 131 km   |
| E       | 26.8° S  | 75.7° W   | 9 km     |
| F       | 27.0° S  | 73.9° W   | 9 km     |
| G       | 27.1° S  | 72.1° W   | 15 km    |

### Obras em língua portuguesa
- Freitas Mourão, Ronaldo Rogério de (2008). Dicionário Enciclopédico de Astronomia e Astronáutica. Lexicon. ISBN 9788586368356

### Obras em língua inglesa
- Andersson, L. E.; Whitaker, E. A., (1982). NASA Catalogue of Lunar Nomenclature. [S.l.]: NASA RP-1097
- Blue, Jennifer (25 de julho de 2007). «Gazetteer of Planetary Nomenclature». USGS. Consultado em 5 de agosto de 2007
- B. Bussey; P. Spudis (2004). The Clementine Atlas of the Moon. New York: Cambridge University Press. ISBN 0-521-81528-2
- Cocks, Elijah E.; Cocks, Josiah C. (1995). Who's Who on the Moon: A Biographical Dictionary of Lunar Nomenclature. [S.l.]: Tudor Publishers. ISBN 0-936389-27-3
- McDowell, Jonathan (15 de julho de 2007). Lunar Nomenclature (Relatório). Jonathan's Space Report. Consultado em 24 de outubro de 2007
- Menzel, D. H.; Minnaert, M.; Levin, B.; Dollfus, A.; Bell, B. (1971). «Report on Lunar Nomenclature by The Working Group of Commission 17 of the IAU». Space Science Reviews. 12. 136 páginas
- Moore, Patrick (2001). On the Moon. [S.l.]: Sterling Publishing Co. ISBN 0-304-35469-4
- Price, Fred W. (1988). The Moon Observer's Handbook. [S.l.]: Cambridge University Press. ISBN 0521335000
- Rükl, Antonín (1990). Atlas of the Moon. [S.l.]: Kalmbach Books. ISBN 0-913135-17-8
- Webb, Rev. T. W. (1962). Celestial Objects for Common Telescopes 6th revision ed. [S.l.]: Dover. ISBN 0-486-20917-2
- Whitaker, Ewen A. (1999). Mapping and Naming the Moon. [S.l.]: Cambridge University Press. ISBN 0-521-62248-4
- Wlasuk, Peter T. (2000). Observing the Moon. [S.l.]: Springer. ISBN 1852331933